# 浦那毛园蛛
浦那毛园蛛（学名：Eriovixia poonaensis）为园蛛科毛园蛛属的动物。分布于印度以及中国大陆的海南、广西、云南等地。该物种的模式产地在印度。